# Blastophaga psenes
Blastophaga psenes (Linnaeus, 1758)  è un imenottero della famiglia Agaonidae.
È probabilmente la specie più conosciuta delle Agaonidi, e deve la sua notorietà al fatto di essere l'imenottero impollinatore del fico comune (Ficus carica).
Gli studi approfonditi di morfologia e biologia di questo insetto iniziarono nell'Istituto di Entomologia dell'Università di Napoli Portici fin dalla metà degli anni '20 ad opera dell'entomologo Guido Grandi, il quale continuò i suoi studi presso l'Università di Bologna. Qui fondò l'Istituto di Entomologia e nel 1928 iniziò la pubblicazione del Bollettino dell'Istituto di Entomologia dell'Università di Bologna (oggi Bulletin of Insectology). Per questo motivo, Blastophaga psenes è sulla copertina dei fascicoli del Bulletin of Insectology.

## Descrizione

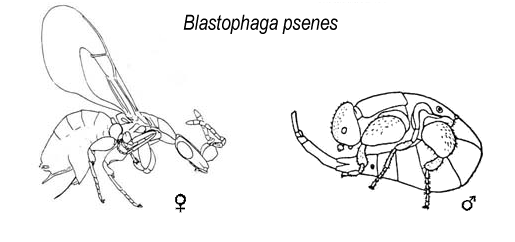
Dimorfismo sessuale

Analogamente alle altre Agaonidi B. psenes è caratterizzata da un marcato dimorfismo sessuale; la femmina è dotata di ali mentre il maschio ne è sprovvisto. Il maschio è dotato di un robusto apparato boccale di tipo masticatorio ed ha zampe anteriori e posteriori molto più sviluppate di quelle medie. Gli ultimi segmenti dell'addome sono in grado di introflettersi ed estroflettersi a mo' di cannocchiale.

## Biologia
È una specie poliginica: il numero dei maschi in ogni generazione è molto inferiore a quello delle femmine (generalmente 10-15 maschi per 100 femmine).
Gli insetti in forma adulta sono di piccole dimensioni, con lunghezza di circa due millimetri, la femmina è di colore bruno molto scuro, il maschio, che rimane all'interno del siconio, è di colore giallo ambra.
I maschi maturano poco prima delle femmine. Usciti dalle galle contenute nel siconio (frutto di fico) del caprifico scavando un'apertura con le robuste mandibole, vanno in cerca, nell'interno del siconio, delle altre galle contenenti le femmine; vi praticano un foro irregolare entro il quale fanno penetrare il loro addome fecondando la femmina. Fecondato un certo numero di femmine il maschio muore senza aver mai conosciuto la luce del sole.

La femmina una volta fecondata fuoriesce dal sicono attraverso l'ostiolo e, volando, raggiunge le infiorescenze (siconi) della fioritura successiva del caprifico per la deposizione delle sue uova. La penetrazione nell'ostiolo dei siconi è estremamente difficoltosa e spesso la femmina si produce la mutilazione delle ali per riuscire a penetrare. Giunta all'interno depone uova, dotate di un lungo filamento ad una estremità. Un uovo in ogni canale stilare di ogni ovario, che ad effetto di ciò si trasforma in galla nutrice. Dall'uovo fuoriesce la larva, translucente e suddivisa in tredici segmenti. La larva vive esclusivamente nelle galle, ha forma accentuatamente curva, e i segmenti meso- e metatoracico mostrano un paio di protuberanze ventro-laterali rotondeggianti.

Si ritiene che la Blastophaga possa produrre fino a tre generazioni all'anno. L'intero ciclo, da uovo ad insetto adulto, dura circa due-tre mesi per le due prime generazioni e circa sette mesi per la terza, nella quale lo svernamento avviene allo stato di larva.

## La fecondazione del fico
La fecondazione del fico avviene per il fatto che il ciclo vitale dell'insetto non si conclude all'interno del sistema dei frutti degli alberi nutrice dell'insetto (la forma "caprifico" di Ficus carica, detto anche "Fico selvatico", o "Fico capro maschio", perché producente polline), ma interessa anche la forma dell'albero di fico noto come "fico vero" o "fico a frutti commestibili", anche detto "fico femmina" dato che produce i semi delle due forme di fico: le femmine della Blastophaga sciamate dai siconi del caprifico che contengono presso l'ostiolo i fiori maschili portanti il polline, portano sul proprio corpo il polline del fico, e se penetrano in un siconio di fico commestibile ne fecondano i fiori femminili, dove maturano i semi; per conformazione strutturale del frutto stesso (lunghezza degli stili) non possono qui invece deporre le loro uova.
Una parte delle femmine opera per deporre le uova e perpetuare la propria specie nei fichi maschi, un'altra parte non opera per questo, ma realizza la condizione necessaria per la produzione dei semi del fico nei fichi femmina. I semi del fico, che produrranno altri alberi, sono comunque funzionali all'insetto, dato che senza gli alberi di fico semplicemente l'insetto non può vivere.
Il sistema Blastophaga-Ficus carica è strettamente specie-specifico, cioè il solo insetto adatto a fecondare il fico e permettergli la produzione di semi è la Blastophaga, ed il solo albero adatto ad essere nutrice e permettere la vita dell'insetto è il fico.
Ogni Specie di fico ha il proprio insetto fecondatore specie-specifico; per avere un funzionale sistema di riproduzione sessuale (attraverso i semi) della pianta di fico occorre che siano esaudite le esigenze vitali sia del fico che dell'insetto.
Nel caso della Blastophaga le esigenze dell'insetto sono limitanti rispetto a quelle del fico: mentre il fico (Ficus carica) resiste da circa +47 °C a -20 °C, l'insetto resiste da circa +45 °C a -9 °C
Questo significa che molte Moracee ed il fico stesso, coltivate a scopo alimentare od ornamentale, sono diffuse agevolmente per moltiplicazione vegetativa (talea, propaggine) piuttosto che per seme: infatti la realizzazione sicura del sistema vitale stabile dell'insetto impollinatore in fase col fico, al di fuori dell'ambiente naturale, è comunque alquanto complessa.
Nell'ambiente dove è invece naturalmente stabilito il sistema vitale insetto-fico, questo ha una efficienza molto elevata, e la sua diffusione è ampia, confidando in più in un terzo elemento necessario per la diffusione dei semi della specie Ficus, gli uccelli. Per sua parte l'insetto (femmina) si può spostare solo di alcuni chilometri ogni generazione (ammesso che trovi fichi maschi in cui installarsi), in fase di deposizione delle uova e del polline, ma può essere spinto più lontano dal vento. È necessario precisare che la diffusione del polline del fico per mezzo della Blastophaga è una delle più efficienti possibili, infatti essa non vaga "di fiore in fiore" come può fare un bombo o un'ape, ma uscita dal frutto, carica di polline, si dirige, richiamata dalla fioritura di altri fichi che emettono sostanze chimiche apposite, immediatamente e direttamente verso di loro, se possibile in linea retta e nel minor tempo possibile, in competizione con le altre femmine.
La introduzione artificiale realizzata con successo della Blastophaga in regioni del mondo (California, Australia, Sudafrica), dove erano state introdotte coltivazioni di Ficus carica a scopo alimentare (il ficus carica è originario del Mediterraneo e del Medio Oriente), ha prodotto, in concomitanza di favorevoli condizioni ambientali, una vera invasione del binomio insetto-ficus nell'ambiente naturale, producendo allarmate misure di protezione, dato che boschi di fichi, specialmente in luoghi caldi e secchi, lungo i fiumi, sostituiscono la flora originaria.